# Orgueil et Préjugés (film, 1940)
Vous lisez un « article de qualité » labellisé en 2012.
Pour les articles homonymes, voir Orgueil et Préjugés (homonymie).
Pour plus de détails, voir Fiche technique et Distribution.

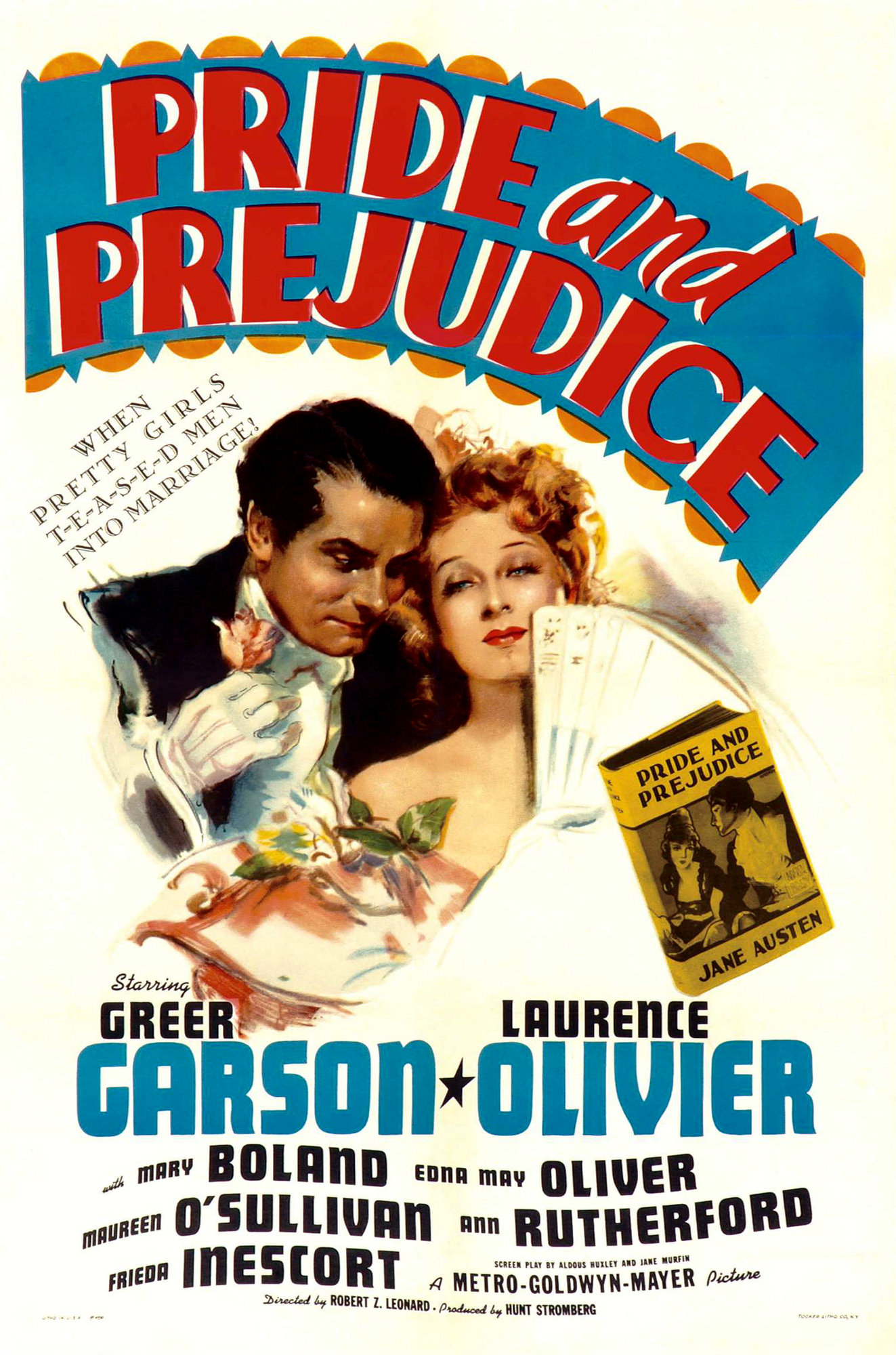
L'affiche américaine du film.

Orgueil et Préjugés (Pride and Prejudice) est un film américain réalisé par Robert Z. Leonard, sorti en juillet 1940 aux États-Unis.
Le film se situe à Longbourn, en Angleterre, dans un XIXe siècle de convention, où vit la famille Bennet. L'arrivée de deux riches célibataires dans les environs aiguise l'appétit des mères, en particulier celui de Mrs Bennet qui a cinq grandes filles à marier. Si Mr Bingley est vite attiré par la douce Jane, Mr Darcy méprise la population locale. Elizabeth, ne supportant pas son snobisme qu'elle prend pour de l'arrogance, le prend en grippe. Il tombe amoureux d'elle, se résout à demander sa main, mais elle le repousse avec colère. Quand elle comprend qu'elle l'aime aussi, il est trop tard : le comportement de Lydia a mis la famille au ban de la société. L'intervention de Darcy la sauve finalement du déshonneur et l'amour d'Elizabeth est sa récompense.
Le scénario est coécrit par Jane Murfin, une des scénaristes attitrées des comédies de la Metro-Goldwyn-Mayer, et l'écrivain britannique Aldous Huxley, dont le nom est supposé servir de caution littéraire. En effet, le film ne s'inspire pas directement du roman d'origine, publié en 1813, mais d'une adaptation théâtrale à succès, Pride and Prejudice, A Sentimental Comedy in Three Acts (« Orgueil et Préjugés, comédie sentimentale en trois actes ») de l'Australienne Helen Jerome, créée aux États-Unis fin 1935. Cette adaptation obéit à deux tendances : la volonté de restituer l'ironie de Jane Austen, et celle d'obtenir l'atmosphère légère caractéristique des comédies romantiques de l'âge d'or hollywoodien. C'est ce qui explique des simplifications dans le déroulement de l'action et d'autres différences notables entre le film et le roman, comme la suppression de la visite de Pemberley par l'héroïne et la transformation finale de Lady Catherine de Bourgh en un personnage  plutôt sympathique.
Les rôles de Darcy et d'Elizabeth Bennet sont tenus par deux acteurs bien connus des théâtres londoniens : Laurence Olivier, auréolé de ses premiers succès hollywoodiens, et Greer Garson, la nouvelle star de la MGM.
Le film a été intégralement tourné dans les vastes studios de la MGM entre février et mai 1940. Il s'agit de la première tentative d'adaptation cinématographique de ce grand classique de la littérature anglaise. Il faut attendre 2005 pour voir la seule autre adaptation au cinéma, par Joe Wright, avec Keira Knightley et Matthew Macfadyen, même si le roman a fait entre-temps l'objet de fréquentes adaptations télévisuelles.

## Synopsis

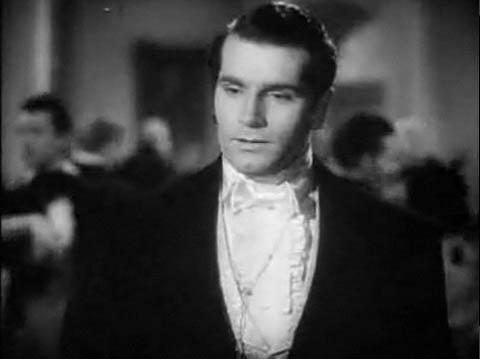
L'ayant trouvée « assez intéressante » (tolerable enough) Darcy (Laurence Olivier) invite Elizabeth à danser...

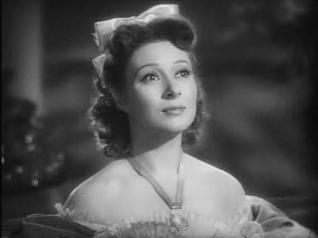
... mais Elizabeth (Greer Garson) refuse son invitation avec une insolence étudiée.

Après le générique apparaît un texte en surimpression sur un décor  en grisaille : « Cela se passe dans la vieille Angleterre... dans le village de Meryton », puis une succession de quatre gravures tenant lieu de didascalies initiales. Pour chaque lieu sont signalés, avec une musique de circonstance, « ceux qui y habitent » et les acteurs qui les interprètent dans l'ordre d'importance :  le spectateur sait ainsi qu'à Meryton vivent Wickham, Denny, Sir William Lucas, Lady Lucas, Mrs Philips ; à Longbourn, habitent Elizabeth, Jane, Mary, Kitty, Lydia, Mrs et Mr Bennet ; à Netherfield logent Mr Darcy, Miss Bingley et Mr Bingley ; à  Rosings enfin, sont rattachés Lady Catherine de Bourgh, Miss de Bourgh, Mr et Mrs Collins.
À travers la vitrine de la boutique de Meryton où elle se trouve avec Jane et Elizabeth, ses deux aînées, Mrs Bennet voit passer une élégante calèche : c'est celle de deux riches célibataires, Mr Bingley (qui vient d'emménager à Netherfield avec sa sœur) et Mr Darcy. Aussi se hâte-t-elle de récupérer ses trois autres filles, Mary chez le libraire (où elle a acheté l'Essai sur le Sublime et le Beau de Burke), Kitty et Lydia devant un spectacle de marionnettes avec deux officiers (Wickham et Denny), et de rentrer à Longbourn pour obliger son mari à aller se présenter à Netherfield. Sa calèche fait la course avec celle de Lady Lucas, aussi pressée qu'elle.
Mr Bennet se moque de la précipitation de sa femme... avant de signaler qu'il connait Bingley depuis qu'est signé le bail de Netherfield et qu'il lui a donné des billets pour le prochain bal de Meryton. Au bal, Wickham danse avec Lydia et se fait présenter à Elizabeth. Arrivent les Bingley. Charles se fait présenter à Jane par Sir William Lucas et Darcy, dont on apprend que la mère était noble, valse seulement avec la fière Miss Bingley. On le trouve prétentieux. Lydia et Kitty s'enivrent, Caroline Bingley invite Jane à venir à Netherfield, car elle s'y ennuie. Elizabeth, qui, faute de cavalier, s'est isolée pour bavarder avec son amie Charlotte Lucas, entend Darcy dire à Bingley qu'il n'a aucune envie de danser avec elle : elle est certes « assez acceptable », mais il n'est « pas d'humeur, ce soir, à [s]'intéresser aux divertissements des classes moyennes ». Plus tard cependant, il veut l'inviter, mais elle lui affirme : « Même se tenir debout près de vous serait insupportable », et lui fait l'affront d'accepter l'invitation de Wickham. En voyant ce dernier, Darcy se fige et se détourne, puis les regarde danser, l'air sombre. Wickham prévient Elizabeth que Darcy a commis une terrible injustice à son égard, sans préciser davantage.
Jane se prépare à aller à Netherfield en calèche, mais, voyant le temps menaçant, sa mère l'oblige à y aller à cheval. Elle s'enrhume, on la soigne, Charles lui traduisant obligeamment les termes médicaux, avant de descendre accueillir Elizabeth qui arrive, crottée et la robe boueuse. Darcy demande à Caroline, choquée qu'elle arrive seule, comment on peut trouver « choquant qu'une jeune femme s'inquiète pour sa sœur ». Le soir, au salon, on joue aux cartes, on évoque la bibliothèque de Pemberley... Miss Bingley énumère les accomplishments indispensables et Darcy, qui écrit à sa sœur Georgiana, ajoute « cultiver son intelligence par de nombreuses lectures ». Elizabeth ferme alors vivement son livre, annonce qu'elle doit rentrer à cause de l'arrivée imminente du cousin de son père, et Bingley promet d'organiser un bal.
Mrs Bennet est allée chercher Jane à Netherfield et Mr Collins est enfin arrivé. Il trouve grâce à ses yeux dès qu'il parle mariage. Jane étant « pratiquement fiancée », il jette son dévolu sur Elizabeth.
Au cours de la garden-party à Netherfield, Darcy aide Elizabeth à échapper aux assiduités de Collins, puis l'invite à une séance de tir à l'arc. Elle est meilleure que lui et il accepte en souriant sa défaite, mais refuse de lui répondre quand elle lui demande la raison de son attitude envers Wickham : « Un gentleman n'a pas à expliquer son comportement, on doit le féliciter pour son sens de l'honneur et son intégrité ». Blessée peu après par de méchantes remarques de Caroline sur le « brillant » comportement de sa famille, elle s'isole mais Darcy la rejoint, lui affirmant que son « ressentiment devant ce qu'[elle croit] être une injustice » est une preuve de courage et de loyauté, et qu'il aimerait avoir un ami capable de le défendre comme elle a défendu Wickham. « Vous êtes très déroutant, Mr Darcy », lui dit-elle alors, « à cet instant il est difficile de croire que vous êtes si orgueilleux ». En lui retournant son sourire, il réplique : « À cet instant il est difficile de croire que vous avez tant de préjugés. Ne pouvons-nous jeter l'éponge et reprendre au début ? ». Retournant ensemble vers la maison, ils surprennent Mrs Bennet confiant ses espérances matrimoniales à Lady Lucas, Kitty éméchée et Lydia hilare entre Denny et Wickham. Il se recule, scandalisé et dégoûté. Irritée par ce « snobisme », Elizabeth accepte de rentrer danser avec Collins, il reste dehors et ils se lancent des regards noirs à travers la croisée.

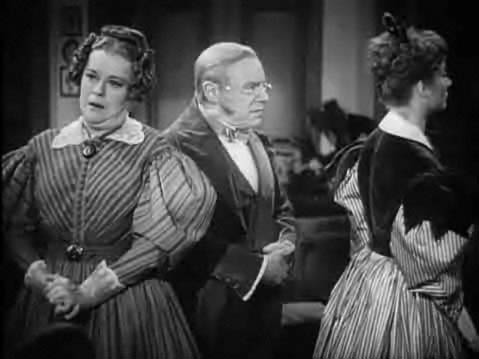
Au grand dam de sa femme, Mr Bennet affirme à Lizzy qu'il ne la verra plus... si elle épouse Mr Collins.

Le lendemain, elle rêve à sa fenêtre, puis Collins fait sa demande en mariage et le refus catégorique d'Elizabeth est soutenu par son père. Plus tard Mrs Bennet ouvre, sous le regard choqué de Lydia et désapprobateur de Mary (qui évoque la Magna Carta), une lettre adressée à Jane, persuadée que c'est la demande en mariage de Bingley, mais c'est l'annonce de son départ. « Elle l'a perdu, on en a perdu deux ! », s'écrit-elle. Wickham arrive, tout joyeux de la « bonne nouvelle » du départ de Darcy que « sa conscience a fait partir ». Il confie à Elizabeth que Darcy, refusant de respecter la volonté de son père, ne lui a pas versé la rente qui lui aurait permis d'entamer la carrière ecclésiastique qu'il souhaitait embrasser, puis il sort, emmené par Denny, Kitty et Lydia. Jane est partie pleurer dans sa chambre, Elizabeth la rejoint et lui explique que « Caroline refuse de voir son frère se marier dans une famille de si basse extraction ». Elle se dit ravie du départ de Darcy. Les Lucas viennent alors annoncer les fiançailles de Collins avec Charlotte, qui, bien décidée à devenir maitresse de maison à Hunsford, combat les réticences d'Elizabeth et l'invite à venir dans le Kent la voir dans sa nouvelle demeure.

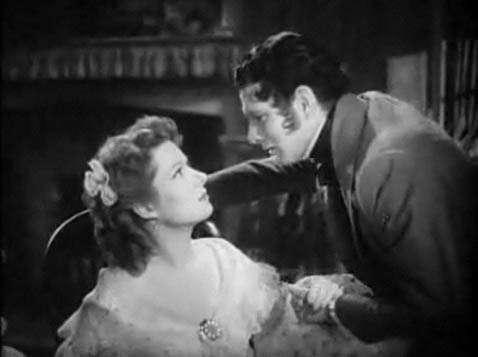
La demande en mariage de Darcy.

Charlotte accueille à Hunsford Elizabeth qui lui apprend que Jane est à Londres chez leur oncle Gardiner, ce qui est tout bénéfice pour son père car « deux filles en moins à la maison, c'est 40 % de bruit en moins », mais l'abandonne précipitamment pour aller saluer Lady Catherine et sa fille qui arrivent en calèche. L'air pincé et hautain de la noble tante de Darcy fait dire à Elizabeth : « Je vois d'où il tient ses manières ». Le soir, tandis que Collins fait fièrement admirer le luxe de Rosings à Elizabeth, arrivent Darcy et son cousin (en uniforme de Highlander). Voyant Darcy subjugué par Elizabeth, le colonel Fitzwilliam fait allusion à son long séjour à Netherfield l'été précédent. « Vous savez aussi ce qui l'en a chassé », réplique-t-elle, « il aimait assez le paysage, mais les indigènes, colonel Fitzwilliam, les indigènes ! Des brutes, des sauvages ! Parfaitement insupportables, n'est-ce pas, Mr Darcy ? » Mais il s'incline en  souriant :« Il est évident que ça vous amuse de le penser, Miss Elizabeth ». Lady Catherine « cuisine » alors Elizabeth, qui répond hardiment, ce que Darcy a l'air d'approuver.
Mais lorsqu'il vient à Hunsford demander sa main, elle le refuse, dans un échange très vif (repris en grande partie du roman), à cause des confidences de Wickham et parce qu'elle vient d'apprendre qu'il est responsable du malheur de sa sœur. Il avoue qu'il ne pensait pas que Jane aimait son ami, mais refuse de s'expliquer sur Wickham.
Lui parti, elle semble mi-fâchée, mi-désolée.

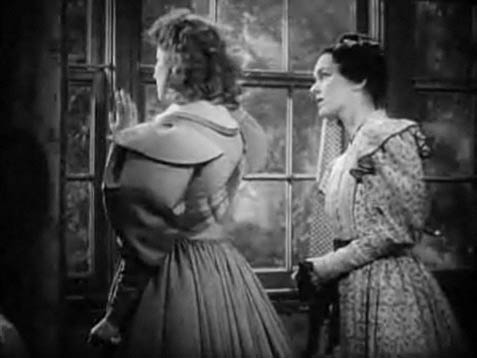
Elizabeth avoue à Jane qu'elle est maintenant amoureuse de Darcy.

Elizabeth est ramenée à Longbourn par les Collins. Jane, revenue de Londres, lui apprend que Lydia s'est enfuie la veille avec Wickham et que leur père est parti à leur recherche. Collins présente d'amères « consolations » lorsqu'on annonce Darcy. Il vient offrir ses services à Elizabeth et lui dire la vérité sur Wickham, ce menteur qui a failli réussir à enlever sa sœur âgée de quinze ans et qui n'a certainement pas l'intention d'épouser Lydia. Elle le remercie, mais croit son intervention inutile. Lorsqu'il la quitte, Elizabeth avoue à Jane qu'elle l'aime mais, comme elle l'a rejeté à Hunsford, elle croit qu'il ne voudra plus la revoir.
Un soir, chez Darcy, tandis que les deux amis jouent au billard, Caroline leur lit en riant les nouvelles : Lydia et Wickham n'ont pas été retrouvés, les Bennet sont mis en quarantaine. Bingley en rate sa boule et déchire le tapis de table.
Les Bennet s'apprêtent à déménager à Margate, pour échapper à la disgrâce. Mrs Bennet a ses nerfs. Elizabeth affirme : « Peu importe où nous allons, aussi longtemps que nous sommes ensemble », Jane évoque « le petit monde » qu'ils vont construire. « Oui, une utopie à la Bennet, ma chère, un paradis domestique », ironise Mr Bennet. Collins est là, qui se réjouit de leur départ, dont il va profiter. Arrive alors une missive de Mr Gardiner annonçant qu'il a retrouvé et marié Lydia, suivie peu après par les Wickham, en grand équipage. Lui précise à Elizabeth qu'il a hérité d'un oncle de Jamaïque, elle, tout excitée, montre son alliance, caquette et virevolte. Mrs Bennet est ravie, mais son mari refuse de serrer la main de son gendre.
Lady Catherine arrive à son tour pour parler à Elizabeth. Elle la prévient qu'elle administre la fortune de sa sœur et « peut priver Darcy de tous ses shillings, s'il se marie contre [sa] volonté ». Cela ne trouble pas Elizabeth, qui est persuadée que Darcy ne l'aime plus, ce dont Lady Catherine doute puisqu'il a « arpenté Londres pour retrouver [Wickham], lui offrant un revenu et l'obligeant à épouser cette sotte petite tête en l'air » de Lydia. Elizabeth, tout heureuse, refuse alors de renoncer à épouser Darcy, même s'il devient pauvre. Lady Catherine, très raide, rejoint sa calèche où il l'attend, inquiet. Elle lui raconte son entrevue et conclut : « Elle est la femme qu'il vous faut. Vous étiez un enfant gâté. Il vous faut une femme qui vous tienne tête, je crois que vous l'avez trouvée ».
Darcy entre alors dans la maison. Accueilli sèchement par Mrs Bennet, il va dans le jardin avec Elizabeth. Il lui annonce que Bingley est revenu (on le voit avec Jane), lui avoue qu'il l'aime toujours et que sa tante, malgré son air revêche, l'apprécie et approuve leur mariage. La conversation se termine par un baiser fougueux.
Mrs Bennet, qui les surveille depuis une fenêtre, se met à rêver à ce que va posséder sa « chère Lizzy » puis découvre avec joie que Mary et Kitty ont aussi des soupirants. Elle demande à son mari de se renseigner sur leur fortune et lance au public : « regardez-moi ça : trois filles mariées et les deux autres prêtes à sauter le pas ».

## Fiche technique
- Titre : Orgueil et Préjugés
- Titre original : Pride and Prejudice

### Équipe
- Réalisation : Robert Z. Leonard
- Scénario : Aldous Huxley et Jane Murfin d'après la pièce en trois actes de Helen Jerome, adaptation d'Orgueil et Préjugés de Jane Austen
- Production : Hunt Stromberg
- Photographie : Karl Freund
- Photographie additionnelle (non crédité) : Sidney Wagner (scènes de forêt)
- Montage : Robert Kern
- Musique originale : Herbert Stothart
- Direction artistique : Cedric Gibbons (directeur artistique associé: Paul Groesse)
- Décors : Edwin B. Willis
- Costumes : Adrian (création des robes) et Gile Steele (costumes masculins)
- Son : Douglas Shearer
- Direction de la danse : Ernst Mátray

### Informations techniques
- Société de production et de distribution : MGM[N 4]
- Pays d'origine :  États-Unis
- Langue originale : anglais
- Format : Noir et blanc - 35 mm - 1,37:1 - Son mono (Western Electric Sound System)
- Genre : Comédie romantique
- Durée : 117 minutes
- Dates de sortie[10] : 
  - États-Unis : 26 juillet 1940
  - Australie : 2 janvier 1941
  - Belgique : 20 janvier 1945
  - France : 25 avril 1945 (Paris)
  - Allemagne : 1946

## Distribution
- Greer Garson : Elizabeth Bennet
- Laurence Olivier : Mr Darcy
- Mary Boland : Mrs Bennet
- Maureen O'Sullivan : Jane Bennet
- Edna May Oliver : Lady Catherine de Bourgh
- Ann Rutherford : Lydia Bennet
- Frieda Inescort : Caroline Bingley
- Edmund Gwenn : Mr Bennet
- Karen Morley : Charlotte Collins
- Heather Angel : Kitty Bennet
- Marsha Hunt : Mary Bennet
- Bruce Lester : Charles Bingley
- Edward Ashley : George Wickham
- Melville Cooper : Mr Collins
- E. E. Clive : Sir William Lucas
- May Beatty : Mrs Philips
- Marjorie Wood : Lady Lucas
- Gerald Oliver Smith : le colonel Fitzwilliam
- Gia Kent : Miss de Bourgh
- Marten Lamont : le capitaine Denny
- Vernon Downing : le capitaine Carter
- Barlowe Borland : le Dr McIntosh
- Clara Reid : la domestique des Collins
- Louis Payne : M. Phillips
- Wyndham Standing, Lowden Adams : membres de l'assemblée

Galerie des principaux personnages.
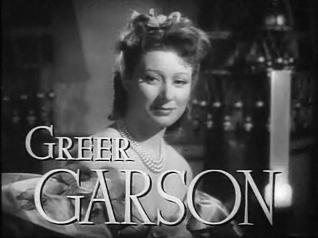
Elizabeth Bennet
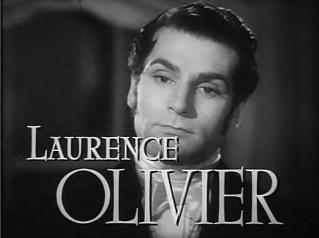
Mr Darcy
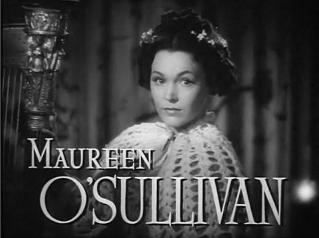
Jane Bennet
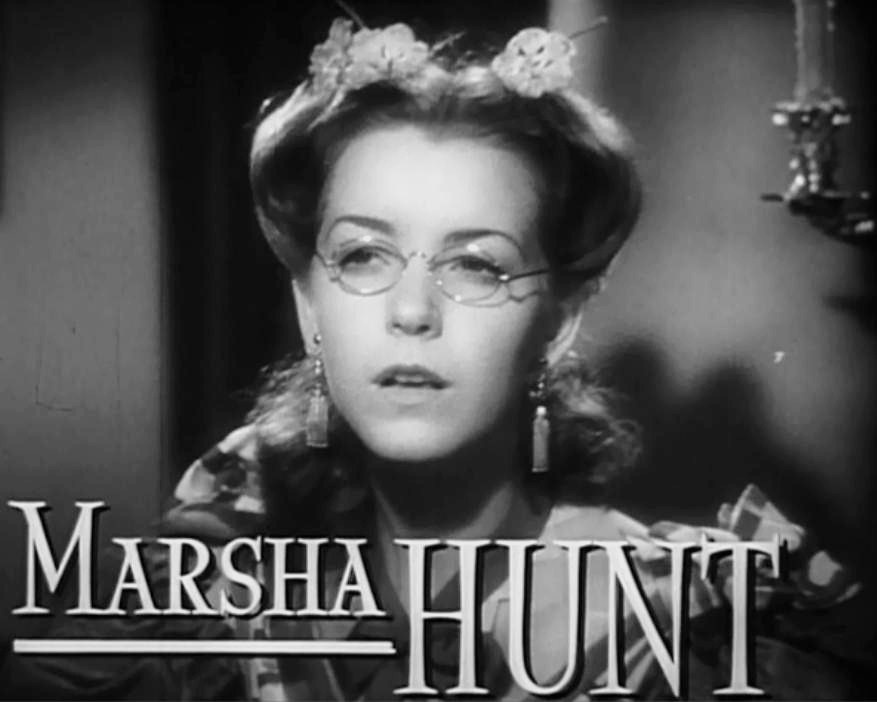
Mary Bennet
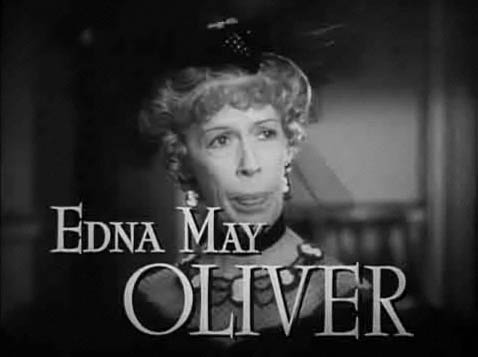
Lady Catherine de Bourgh
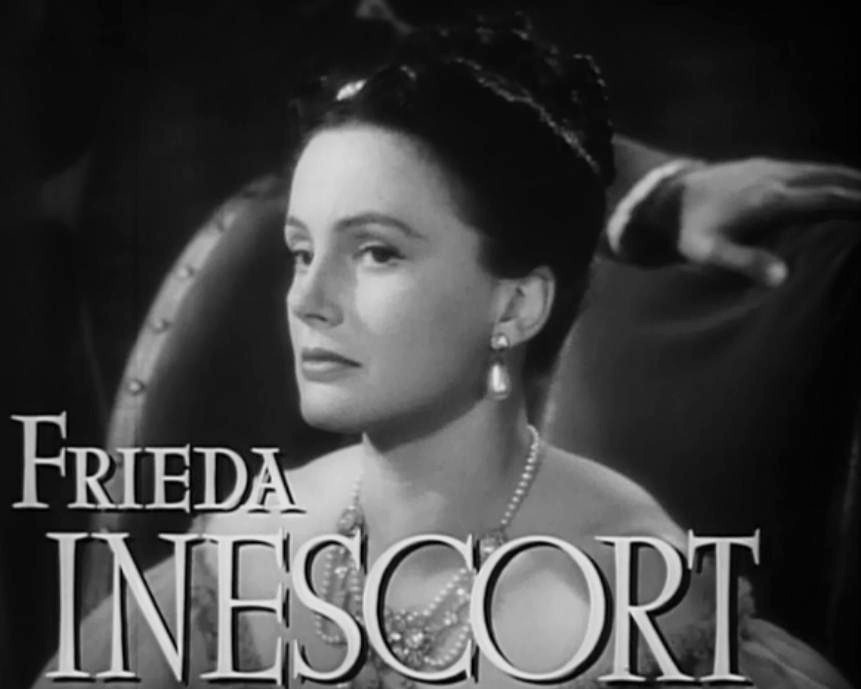
Caroline Bingley
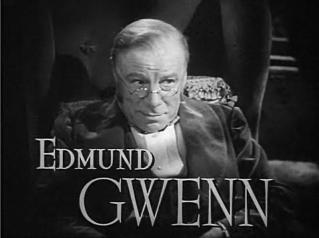
Mr Bennet
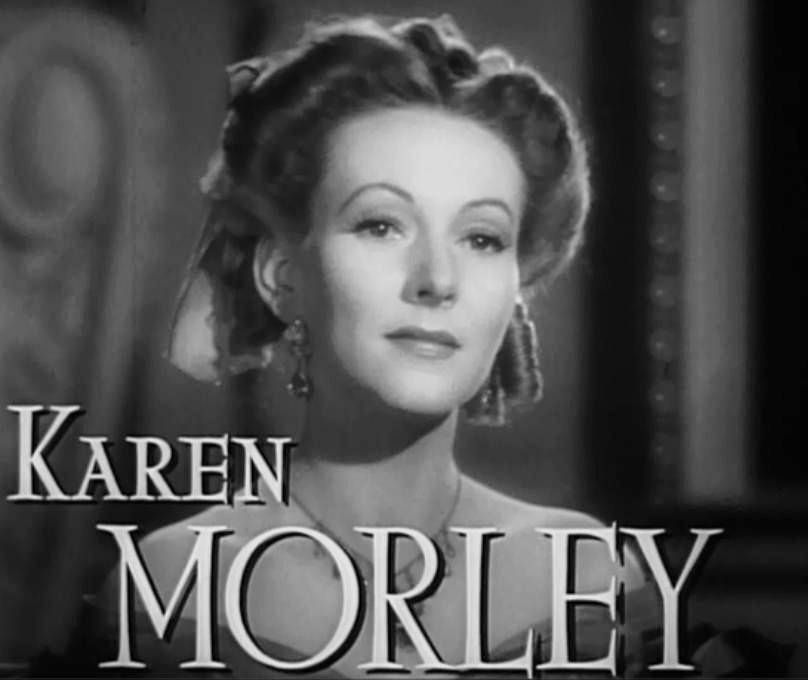
Charlotte Collins

## Un film dans l'air du temps
Le film conserve une certaine vision ironique dans le caractère et la situation des principaux personnages, mais il y a des différences notables par rapport au roman et des simplifications dans le déroulement de l'action, qui sont dues, en partie, à la durée à respecter (moins de deux heures en général pour les screwball comedies) et aux règles du cinéma américain de l'époque.

### Historique
En mars 1936 la MGM achète pour 50 000 $ les droits de  la comédie de l'Australienne Helen Jerome (Pride and Prejudice: A Sentimental Comedy in Three Acts), dont le succès populaire pouvait servir de tremplin à une version au cinéma.

#### Genèse du film

##### Orgueil et Préjugés, comédie sentimentale en trois actes
Dans la pièce de théâtre, ayant inspiré le scénario du film, Helen Jerome  a beaucoup simplifié l'intrigue et dilué la complexité de l'action : ainsi, Elizabeth Bennet n'a que deux sœurs, Jane et Lydia. Dès le début, Wickham s'intéresse à Lydia et Mr Collins choisit Elizabeth. Jane a l'hypersensibilité romantique de Marianne Dashwood. L'intelligence et le goût des livres d'Elizabeth sont constamment soulignés, mais elle se montre aussi très arrogante, ce dont elle a honte à la fin : « Si vous n'aviez pas été noble et juste, vous m'auriez détestée. C'est moi qui ai été stupide... follement orgueilleuse », dit-elle à Darcy en baissant la tête, ce à quoi il répond tendrement : « Non ma chérie... seulement pleine de préjugés »,.

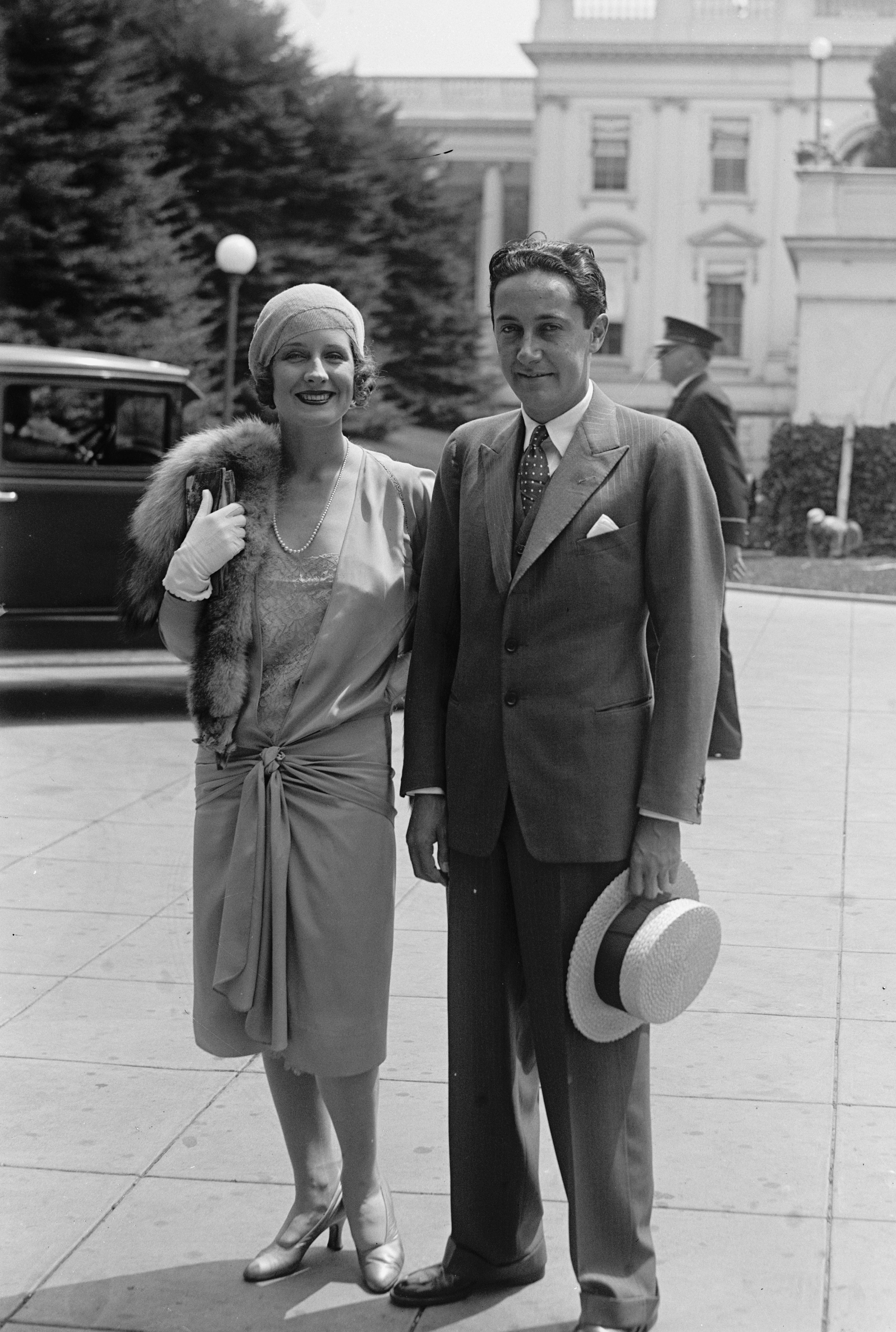
Norma Shearer et Irving Thalberg en 1929.

Harpo Marx assiste à une représentation le 28 octobre 1935 à Philadelphie et télégraphie son enthousiasme au puissant producteur de la MGM Irving Thalberg : « Spectacle splendide. Serait merveilleux pour Norma ». Norma Shearer, l'épouse de Thalberg, avait joué avec succès en 1934 le rôle d'Elizabeth Barrett Browning dans The Barretts of Wimpole Street. Thalberg lui-même en voit une reprise le 5 novembre à New York, au Plymouth Theatre de Broadway (la première de 219 représentations), et se montre intéressé : le roman de Jane Austen lui paraît parfait pour la carrière de sa femme et, même s'il faut payer des droits d'auteur, partir d'une pièce appréciée du public peut se révéler une bonne opération commerciale. Il envisage de confier le script à Victor Heerman et Sarah Y. Mason qui avaient reçu un Oscar en 1934 pour le scénario des Quatre Filles du docteur March.
Le 2 septembre 1936 on  annonce le début du tournage pour fin octobre, avec Norma dans le rôle d'Elizabeth et Clark Gable dans celui de Darcy.

##### Aléas du tournage
La mort brutale d'Irving Thalberg, le 14 septembre, met le projet en sommeil jusqu'en 1939. Norma Shearer, qui a pratiquement arrêté de tourner, abandonne brusquement le projet. Vivien Leigh est intéressée par le rôle d'Elizabeth Bennet, mais Clark Gable ne veut plus tourner de films en costumes. Pour le personnage de Darcy, on envisage successivement Brian Aherne, Robert Donat, Robert Taylor, Melvyn Douglas et Errol Flynn. Vivien Leigh préfèrerait Laurence Olivier. Auréolé de ses succès dans Wuthering Heights et Rebecca, ce dernier conviendrait au producteur, Hunt Stromberg, mais Mayer craint que la liaison entre Leigh et Olivier ne porte atteinte à la réputation de ses studios et n'entraîne une condamnation par la puissante Legion of Decency. Hollywood manœuvre donc pour empêcher leur réunion à l'écran. La MGM fait signer son contrat à Laurence Olivier et lui impose comme partenaire la piquante Greer Garson, récemment arrivée d'une Angleterre en guerre. Actrice de théâtre, elle avait joué avec succès à Londres Golden Arrow sous la direction de Laurence Olivier et s'était fait remarquer en 1938 dans Au revoir Mr. Chips, son premier film, tourné dans les studios londoniens de la MGM, gagnant là sa première nomination aux Oscars en 1940.
Le vétéran Robert Z. Leonard (il a débuté au cinéma en 1907) est pressenti comme réalisateur ; l'essayiste britannique Aldous Huxley, écrivain reconnu, sert de caution littéraire, mais il est probable que la majeure partie du scénario est l'œuvre de Jane Murfin. Huxley signe son contrat le 31 août, pour ce qu'il considère, dans une lettre à un ami, comme un « casse-tête bizarre et compliqué ». Il ajoute : « on essaie de faire de son mieux, pour Jane Austen, mais le simple fait d'adapter le livre à l'écran ne peut qu'entraîner une profonde altération de ses qualités »,.
Le tournage commence le 1er février 1940 et dure jusqu'en mai, dans les studios MGM à Culver City. Le but avoué des studios de Hollywood est de faire, grâce à la prestance de Laurence Olivier, ce qu'il est alors convenu d'appeler « a woman's picture », c'est-à-dire un chick flick (film à l'eau de rose), « avec le beau visage marmoréen de Darcy en ligne de mire »,, en même temps qu'une comédie légère et enlevée. L'atmosphère du tournage n'est toutefois pas toujours aussi légère que le film lui-même car les actualités concernant la guerre en Europe ont marqué les esprits de l'équipe et particulièrement les acteurs britanniques,.
Le préambule prévu originellement a finalement été coupé au montage : « Cette histoire se place en un temps où l'orgueil était une qualité à la mode... et le préjugé la seule défense des gens d'esprit ; quand le moindre baiser, aussi léger fut-il, signifiait une demande en mariage ; quand les jeunes filles étaient chastes et polies et n'avaient pas de situation, sauf celle d'épouse, et que les mères chassaient le mari pour leurs filles comme des chiens courants sur la piste d'un renard ».

##### Du roman au film
La pièce de théâtre d'Helen Jerome s'interpose entre le roman et le film, ce qui explique dans ce dernier un certain nombre d'altérations de l'œuvre de Jane Austen. Les principales sont la disparition de personnages jugés secondaires, comme Maria Lucas, les Hurst et le colonel Forster et la simplification de l'action. Ainsi, Denny et Wickham sont des habitants de Meryton et non des officiers d'une milice venue y prendre ses quartiers d'hiver ; le voyage de Lydia à Brighton avec les Forster et celui d'Elizabeth avec les Gardiner dans le Derbyshire ont disparu. Georgiana Darcy et les Gardiner n'apparaissent pas non plus à l'écran et s'ils participent à la diégèse, ce n'est que par les allusions à leur propos faites par les autres personnages.
L'obligation de resserrer l'action en moins de deux heures, selon les normes en usage à l'époque, et le genre auquel se rattache le film ont entraîné d'autres transformations : les événements s'enchaînent très rapidement et les personnages manquent d'épaisseur psychologique. Ainsi en est-il des responsabilités des parents Bennet dans les ennuis de la famille : ni celle du père démissionnaire qu'est Mr Bennet, ni celle de sa sotte épouse n'apparaissent dans le film, contrairement au roman ; ces personnages sont de purs personnages comiques. Puisque Lady Catherine est jouée par Edna May Oliver, le public s'attend à voir une vieille dame bourrue et avare au grand cœur, le genre de personnage qu'elle joue d'habitude. L'attitude des studios, qui s'appuient sur deux acteurs séduisants qui sont déjà des valeurs sûres (la bande annonce insiste sur les rôles précédemment tenus par les deux vedettes), souligne le poids du star system hollywoodien : c'est Laurence Olivier, qui « apporte avec lui la mémoire intertextuelle de ses rôles shakespeariens », que vient voir le public, et  c'est Greer Garson, l'actrice déjà nommée aux Oscars pour son rôle précédent, qui est proposée à son admiration, pas le personnage créé par Jane Austen.

#### Accueil de la critique et du public

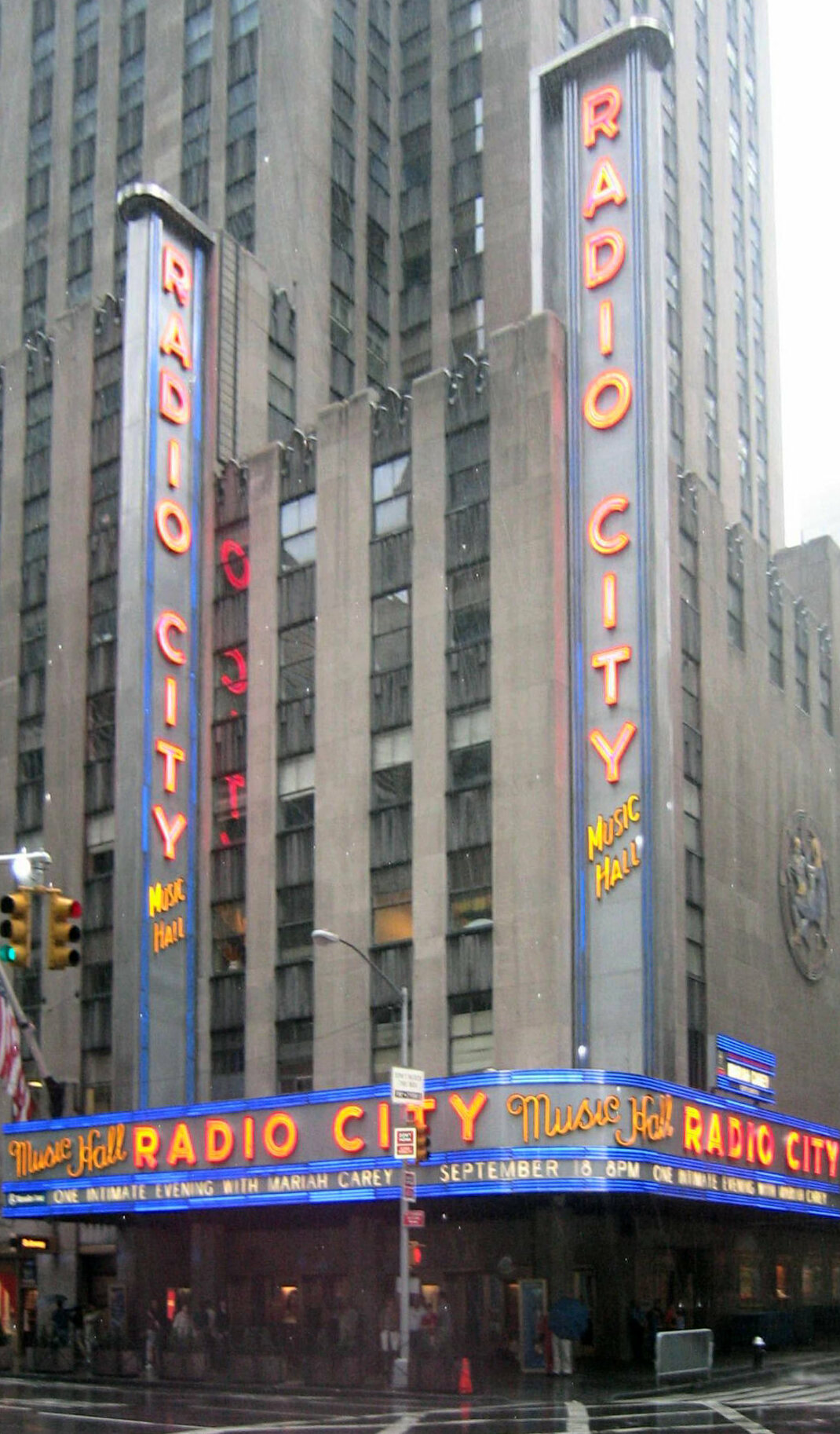
Le Radio City Music Hall dans le Rockefeller Center, présenta des films sur écran géant de 1933 à 1979.

La première projection a lieu le 26 juillet 1940 au Radio City Music Hall à New York. Pride and Prejudice y reste à l'affiche quatre semaines consécutives, drainant, en plein mois d'août, un large public et rapportant 1 849 000 $ (il en a coûté 1 437 000).

##### Une critique élogieuse
Le film est généralement bien accueilli. Bosley Crowther fait, dans le New York Times du 9 août 1940, une critique élogieuse de cette « délicieuse comédie de mœurs, tableau d'un petit monde anglais charmant et maniéré »,, approuvant sans réserve le choix des deux acteurs principaux : pour lui, « Greer Garson est Elizabeth, tout droit sortie du livre », et Laurence Olivier est l'« arrogant, sardonique Darcy dont l'orgueil va au devant d'une capitulation des plus heureuses ». Le New Yorker n'est pas en reste, complimentant Greer Garson, « un choix parfait pour jouer Lizzie Bennet. Une femme belle, et intelligente aussi ». Il paraît évident pour la plupart des critiques de l'époque que, de même que Vivien Leigh est Scarlett O'Hara et Errol Flynn Robin des Bois, Greer Garson est « la plus parfaite incarnation à l'écran d'Elizabeth Bennet ». Laurence Olivier, cependant, apprécie peu de se voir éclipsé aux yeux du public par son ancienne protégée, au point de se montrer par la suite injuste envers elle : « la chère Greer me semblait vraiment mauvaise dans Elizabeth [...] [la jouant] comme la plus sotte et la plus prétentieuse des Bennet »,.

##### Un succès public durable
Le succès public est important et durable, ce qui étonne encore les acteurs des années plus tard. La publicité accrocheuse du film  (« Célibataires, attention ! Cinq superbes beautés sont lancées dans une folle chasse au mari », et la bande-annonce (« Cinq sœurs assoiffées d'amour et comment elles ont trouvé leur mari ») y contribuent vraisemblablement. Les retombées ne sont pas seulement cinématographiques, mais atteignent aussi le monde de l'édition puisque la MGM s'implique dans la promotion du roman pendant des années. Pride and Prejudice bénéficie de cinq éditions bon marché dans la période qui suit la diffusion du film, dont trois illustrées par des photos du film, chez Grosset & Dunlap ; l'édition de poche de 1948 (à 0,25 $) est déjà la 21e. En Angleterre, où l'instauration du black-out dès septembre 1939 plonge les villes dans le noir, le film semble avoir participé au maintien du moral de la population, si on en croit les lettres de remerciement envoyés à la MGM par des spectateurs britanniques, comme celle de Betty Howard en 1942.
En France, le film sort en mai 1945, profitant de la réouverture des salles de cinéma parisiennes, comme beaucoup d'autres films tournés aux États-Unis avant et pendant la guerre et interdits pendant l'Occupation, tels Le Dictateur (en tête du box-office français en 1945), Autant en emporte le vent, ou les films américains de René Clair, Duvivier et Renoir, dans ce raz-de-marée hollywoodien que va amplifier l'accord Blum-Byrnes de mai 1946.
Plus d'un demi-siècle après sa sortie, cette version conserve des admirateurs. Elle est souvent considérée comme « ce qui pouvait se faire de mieux, à l'époque, à partir du roman » et recueille des notes très honorables sur les sites web consacrés au cinéma, comme IMDb où le film bénéficie, début 2012, d'une moyenne de 7,5/10 sur plus de 3 900 votants. Lorsqu'on lui a proposé, en 1994, de jouer Darcy pour une nouvelle adaptation du roman, Colin Firth a commencé par refuser, entre autres parce qu'il considérait que « Olivier était génial et personne d'autre ne pourrait jamais reprendre le rôle »,.
Cette première adaptation cinématographique reste différente des adaptations ultérieures, d'abord par le choix des acteurs, bien plus âgés que les personnages qu'ils incarnent : si Laurence Olivier, à 33 ans, n'a que cinq ans de plus que Darcy (qui en avoue 28), les actrices féminines qui interprètent les jeunes filles sont toutes trop mûres, en particulier Greer Garson, qui a 36 ans (Elizabeth n'en a pas 21) et montre « une inconvenante oisiveté et un comportement d'une coquetterie étudiée » ; par son origine théâtrale ensuite, revendiquée dans le générique, qui a laissé des traces dans la version cinéma ; par « son esthétique adaptée aux goûts cinématographiques du public américain », et par la période du tournage, surtout à la fin, lorsque la presse et les techniciens sur les plateaux ne parlaient plus que de l'avancée des troupes allemandes à travers les Pays-Bas et la Belgique, informations qui troublaient considérablement les acteurs, britanniques pour la plupart, si on en croit le témoignage de Karen Morley,.

### Unescrewball comedy
Le film se rattache à l'esthétique des screwball comedies, dont c'était la grande époque. Le roman de Jane Austen s'y prête facilement, avec ses différences sociales, ses personnages secondaires ridicules, ses dialogues pétillants et la confrontation entre Elizabeth et Darcy, facile à transformer en « guerre des sexes ». Les commentaires sur l'affiche semblent pousser en ce sens : « WHEN PRETTY GIRLS T.E.A.S.E.D MEN INTO MARRIAGE » (« où [l'on voit] de jolies filles aguicher les hommes pour se faire épouser »).

#### Une certaine image de la femme
Suivant la longue tradition de la comédie, les femmes sont présentées sous un angle défavorable : elles montrent ici un désir de domination relativement menaçant, puisqu'elles inversent sans complexes les rôles traditionnels dans leur quête évidente pour trouver un mari, ce que matérialise visuellement la course des calèches de Mrs Bennet et de Lady Lucas, chacune déterminée à être la première à faire la connaissance de Bingley ; quête victorieuse pour Mrs Bennet qui, dans le dernier plan, referme avec satisfaction la porte de Longbourn, toutes ses filles mariées ou sur le point de l'être. Face à elles, les personnages masculins apparaissent très en retrait. Même le Darcy que joue Laurence Olivier n'a pas grand chose à faire, du moins jusqu'à sa première déclaration, à part subir poliment les remarques insultantes d'Elizabeth et montrer par son attitude et ses expressions le dédain que lui inspire le comportement de la famille Bennet.
L'image qu'offre Elizabeth, cependant, est plus positive et plus nuancée. Au début du film, elle est vue à travers une fenêtre ouverte, cadrée comme un personnage dans un tableau, à la fois objet du regard (masculin) de la caméra, et, symboliquement, à un tournant de son existence : encore fille dans la maison de ses parents et déjà tournée vers le monde extérieur que le mariage va lui ouvrir. Mais, lorsqu'on approche du dénouement, elle est filmée de dos, regardant avec sa sœur Jane par la fenêtre fermée, comme une princesse de contes qui désespère de la venue du brillant chevalier qui la libèrera de sa prison.
Au début dominantes, assurées et pleines de confiance en elles, les femmes sont progressivement dépeintes comme solitaires et vulnérables, à l'image du pays qu'elles habitent, et incapables de se défendre seules.

#### Un genre à la mode

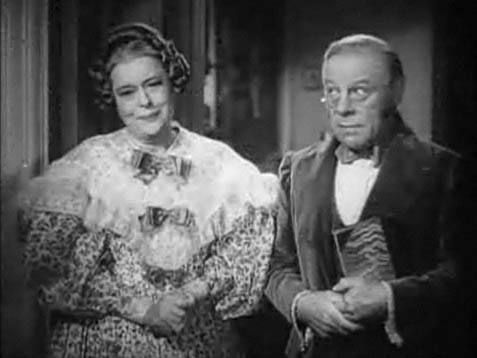
Mary Boland et Edmund Gwenn, deux acteurs comiques sous contrat à la MGM.

##### Des personnages et des situations devaudeville
Un aspect typique des screwball comedies est le recours systématique à des personnages secondaires comiques. La MGM avait sous contrat des acteurs spécialistes de ce type de rôles et bien connus du public, Mary Boland (Mrs Bennet), Edmund Gwenn (Mr Bennet), Melville Cooper (Mr Collins) et l'excentrique Edna May Oliver (Lady Catherine), célèbre pour ses rôles de vieille dame aigrie mais au bon cœur.
Pour que Mr Collins puisse rester le personnage ridicule imaginé par Jane Austen, il a été nécessaire de changer sa profession. C'est ainsi que le clergyman du roman est devenu le bibliothécaire suffisant et prétentieux de Lady Catherine. En effet, selon une réglementation appliquée au cinéma américain durant la période de réalisation du film, il n'était pas autorisé de faire rire aux dépens de la religion en faisant d'un homme d'Église un personnage comique.
Certaines scènes sont traitées en farce, comme la scène (inventée) de l'examen médical de Jane à Netherfield : le pontifiant Dr McIntosh lui prescrit des sinapismes, avec un fort accent écossais et dans un jargon médical ampoulé que Bingley, guettant en coin par-dessus un paravent, traduit à une Jane à l'air faussement naïf ; ou celle de l'arrivée de Lady Catherine à Longbourn pour interroger Elizabeth, alors que les Bennet sont en plein déménagement : la grande dame à l'air hautain et pincé apparaît ridicule lorsque, dans le salon encombré d'objets hétéroclites, elle s'assied sur la boite à musique de Kitty puis doit subir les cris du perroquet de Mary.

##### D'autres traits caractéristiques
Le jeu de Greer Garson (Elizabeth) et de Maureen O'Sullivan (Jane) est caractéristique de ce genre. Aucune ne se comporte comme une héroïne austenienne : Jane approuve le plan de sa mère pour l'envoyer à Netherfield sous la pluie puis flirte ouvertement avec Bingley, Elizabeth a le regard effronté et les manières désinvoltes et dégagées d'une jeune femme moderne. Pour établir une réelle différence entre le comportement des deux aînées et celui des plus jeunes, le réalisateur a accentué la vulgarité de ces dernières : Kitty se saoule, Lydia rit à gorge déployée, et toutes deux poussent de hauts cris lorsqu'elles sont sur les balançoires au cours de la garden-party à Netherfield.
Relève aussi du genre l'insistance sur la différence sociale entre les Bennet et Darcy, très accentuée par rapport au roman. Darcy est d'ascendance aristocratique et s'il refuse de danser avec Elizabeth, c'est d'abord parce qu'elle appartient à une classe sociale inférieure : il est un gentleman, un membre de la landed gentry, alors qu'elle appartient à la middle class. Elizabeth est persuadée, de son côté, que Darcy rejette Wickham seulement parce qu'il est socialement au-dessous de lui, puisqu'elle lui demande, à Netherfield : « Que faut-il penser d'un homme qui a tout, la naissance, la richesse, la beauté, et qui refuse de saluer quelqu'un qui est pauvre et sans importance ? »
Le style visuel des screwball comedies apparaît dans la fantaisie et la variété des vêtements créés pour le film, qui évoquent plus Autant en emporte le vent que l'époque georgienne, et sont un mélange des styles de 1830-1840 et des robes habillées de 1930 (les cravates d'Elizabeth, par exemple). Le choix est volontaire : les producteurs considéraient que les robes de style « empire », étroites et à taille haute, n'étaient pas aussi élégantes que les rubans, les crinolines et les manches gigot.
Les costumes extravagants, destinés à satisfaire l'œil du spectateur au point de « détourner continuellement son attention de la structure narrative », sont d'ailleurs une caractéristique des films de ces années-là. Ces robes volumineuses ont aussi permis des effets comiques : la scène où les dames Bennet avancent en caquetant dans la rue de Meryton, toutes voiles au vent, ou celles où elles virevoltent à l'étroit parmi le fragile mobilier de Longbourn. D'un point de vue plus technique, le créateur des quelque cinq cents costumes, Adrian, a apporté un soin particulier à la confection de vêtements contrastés pour prendre en compte les contraintes de l'image en noir et blanc.

#### Un monde de convention théâtrale

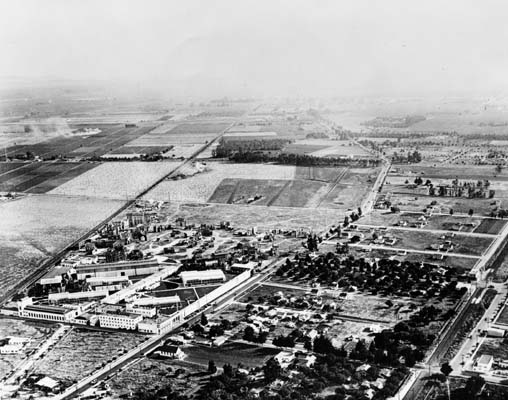
Les studios de la MGM à Culver City dans les années 1920.

Le film est entièrement tourné dans les studios de la MGM, à Culver City, utilisant des toiles de fond pour suggérer les jardins et les paysages. Il conserve aussi de nombreux éléments de la pièce qui l'a inspiré, en particulier la rapidité de l'action, qui est une autre caractéristique appréciée de la screwball comedy. Toutefois, dans le film, le resserrement temporel nuit à la vraisemblance des personnages et même à la crédibilité de l'intrigue. Ainsi, le changement d'attitude des personnages relève de la volte-face : Darcy snobe Elizabeth puis, peu après, l'invite à danser. Il vient à Longbourn lui offrir ses services pour retrouver Lydia en fuite, alors qu'elle vient de refuser de l'épouser. Elle avoue à Jane, dès qu'il a pris congé, qu'il l'a demandée en mariage, qu'elle l'a refusé, et qu'elle en est maintenant amoureuse. La résolution des problèmes, succession de coups de théâtre, est tout aussi rapide et peu vraisemblable.
C'est au dénouement que se présente la plus flagrante des nombreuses modifications du roman. On y voit bien Lady Catherine venir à Longbourn, mais c'est pour y « jouer les Cupidon » : envoyée en « ambassadrice » par Darcy, elle approuve sans réserve son union avec Elizabeth après s'être assurée qu'elle l'épouse par amour et non pour sa fortune. Pour justifier cette attitude, on a dit qu'Edna May Oliver refusait de jouer une méchante Lady pleine de morgue et de suffisance, mais il faut aussi y voir la nécessité d'adoucir aux yeux du public américain la morgue britannique, dans l'éventualité d'une alliance militaire avec le Royaume-Uni,, d'où la nécessaire capitulation de l'aristocratie anglaise devant la démocratisation et l'égalité sociale, fondements de la société américaine.

### La bande son
Herbert Stothart, compositeur attitré de la MGM depuis 1927, n'a pas vraiment créé de musique originale pour le film, sauf la valse du bal de Meryton (The Assembly Waltz), mais il a utilisé des mélodies populaires traditionnelles bien connues, anglaises (Drink to Me Only with Thine Eyes, Sumer Is Icumen In) ou écossaise (Charlie Is My Darling), et des extraits de musiques de l'époque romantique : la Marche nuptiale et Auf Flügeln des Gesanges (Op.34/2) de Mendelssohn et  le Ballet des poussins dans leur coque des Tableaux d'une exposition de Moussorgsky.
La bande son n'a rien de particulièrement remarquable, sauf que les mélodies traditionnelles  utilisées sont, dans des registres divers, toutes des chansons d'amour et que la musique sert aussi à l'occasion de contre-point comique. Ainsi ce sont quelques mesures de la Marche N°1 en Ré Majeur de Pomp and Circumstance d'Elgar qui annoncent l'arrivée des Bingley et de Darcy, le Ballet des poussins dans leur coque qui accompagne les pas de danses des demoiselles Bennet se préparant avec excitation pour la garden party de Netherfield et les sonneries des postillons qui ponctuent l'arrivée des calèches, rappel récurrent du thème de la  « chasse au mari ».
La chanson qu'interprète Mary, Flow Gently Sweet Afton, « musique d'écran », c'est-à-dire celle que jouent ou chantent les personnages, selon la définition de Michel Chion, a aussi une fonction comique. Elle est jouée au début à l'orchestre comme un thème annonçant à Mr Bennet l'arrivée de ses filles et la fin de sa tranquillité, Mary la chante ensuite à Netherfield de façon ridicule et prétentieuse (elle détonne et rate le mi aigu), mais, à la fin, elle la reprend avec justesse et sensibilité, accompagnée à la flûte par son soupirant.

### Un film marqué par son époque de production

#### Subtile propagande pour la cause alliée

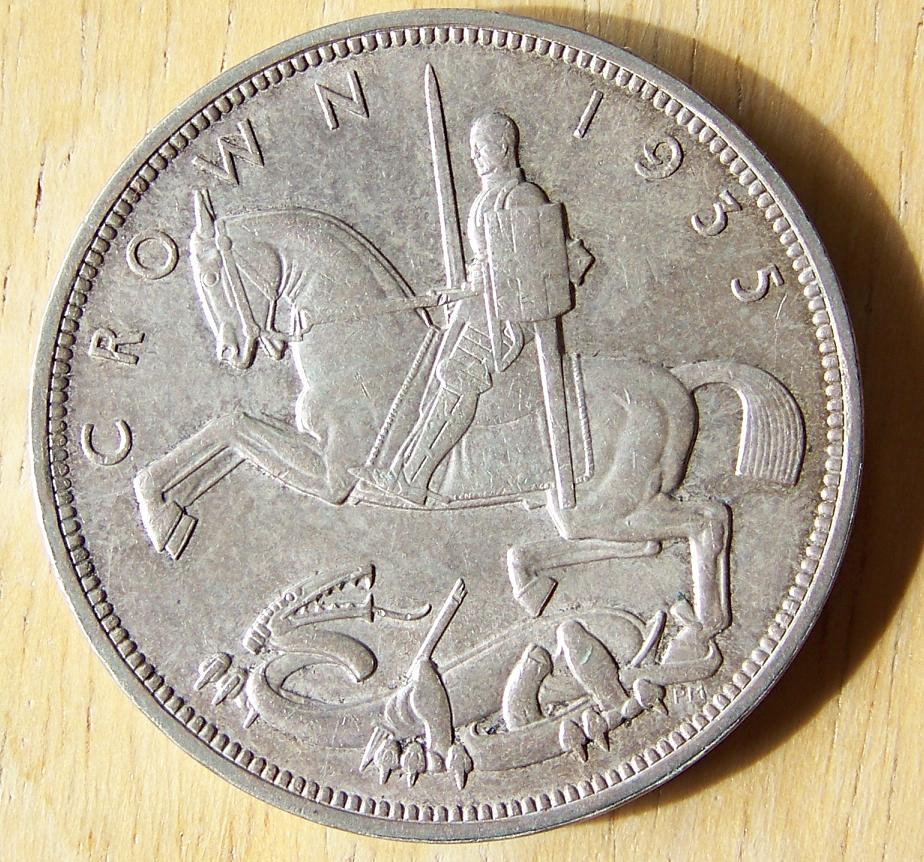
Le revers des pièces anglaises, couronnes ou souverains, présentaient fréquemment Saint Georges terrassant le dragon.

Le film n'est pas seulement ancré dans son époque par son style, il contient aussi un certain nombre d'allusions aux événements du temps, comme la Seconde Guerre mondiale ou le passé glorieux de l'Angleterre, quand Mrs Bennet considère les 5 000 £ de revenu de Bingley comme la meilleure nouvelle qu'elle ait entendue « depuis la bataille de Waterloo » (qui a eu lieu deux ans après la publication du roman), ou quand Darcy sauve Elizabeth des assiduités insupportables de Mr Collins avec ce commentaire énigmatique : « si le dragon revient, Saint Georges saura s'en charger ».
Le message est clair pour le spectateur de 1940, même si le « dragon » Collins peut difficilement symboliser l'Allemagne nazie : par les références à la victoire de Waterloo et au saint protecteur de l'Angleterre, Huxley et Murfin présentent une Angleterre prête à la guerre et certaine de la gagner. Au cours de la séance de tir à l'arc, Darcy admire non pas les beaux yeux d'Elizabeth mais son adresse. Ici, ce n'est pas l'Angleterre bucolique mais l'Angleterre en guerre qui est évoquée. Cependant la propagande guerrière reste discrète.
Si les allusions à une Angleterre en guerre saupoudrent le scénario, c'est de façon plus indirecte que le film lie le destin des Anglais et des Américains, en leur présentant ce que la guerre est en train de faire disparaître : un certain style de vie anglais. Celui-ci devient ainsi l'emblème d'un monde perdu dont on se souvient avec tendresse, qui est en fait un monde réinventé (puisqu'il n'a jamais existé, ni dans la réalité ni dans les romans de Jane Austen) mais dont le public a malgré tout la nostalgie.

#### Nostalgie d'une Angleterre rurale
En adaptant la pièce à succès de Helen Jerome, le film cherche à profiter du succès des adaptations des romans anglais : Les Hauts de Hurlevent, « filmé comme une épopée du paysage anglais » en 1939 et Rebecca en 1940, où Laurence Olivier jouait déjà le protagoniste masculin principal.
À défaut de montrer d'authentiques paysages anglais, le film s'ouvre sur un texte campant le décor, avec une insistance marquée par l'emploi des majuscules : « It happened in OLD ENGLAND... in the village of Meryton » (« Cela se passe dans la vieille Angleterre... dans le village de Meryton »). Il est aussi parsemé d'allusions à des coutumes de l'Angleterre rurale : ainsi, la garden-party de Netherfield a lieu un premier mai, et l'on y danse autour de l'arbre de mai (maypole) ; Darcy et Elizabeth tirent à l'arc, « un bon vieux sport », dit-il, allusion transparente au héros archétypal de la « vieille Angleterre », Robin des Bois. L'absence de tournage en « extérieur » (donc l'absence du domaine de Pemberley) peut s'expliquer par l'origine théâtrale du scénario. Du coup, le monde présenté est un monde confiné, qui donne une impression de sécurité. Les décors construisent une Angleterre mythique et la présentent comme un jardin perpétuellement fleuri. Karen Morley, qui jouait Charlotte Lucas, explique que c'est une caractéristique des films de Robert Z. Leonard : « tout devait s'épanouir partout où passaient les jeunes filles... c'était toujours le printemps dans les films de Leonard ».

#### Ode hollywoodienne aux valeurs américaines

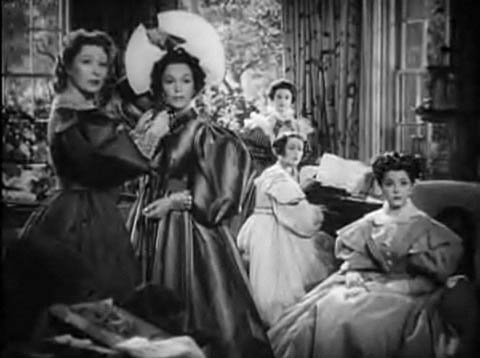
La mise en scène souligne la cohésion familiale. Au premier plan, Elizabeth et Jane, les trois autres en retrait : Lydia, Mary, Kitty.

Si le roman d'origine comme les personnages et le lieu de l'intrigue sont anglais, le film n'en est pas moins américain, et s'adresse en premier à un public américain.

##### Célébration de la famille
Même si Elizabeth et Jane sont visiblement d'une autre trempe intellectuelle et beaucoup plus fines que leur mère et que leurs jeunes sœurs, et même si Elizabeth est plus consciente que les autres du ridicule de leurs comportements, la cohésion et la solidarité familiale, fondements de la famille américaine, sont particulièrement mises en valeur. Ceci se confirme visuellement : les membres de la famille Bennet sont souvent rapprochés, les filles se tiennent par le bras, la construction des scènes rappelle fréquemment les tableaux de l'époque victorienne glorifiant « la sainteté du foyer et la primauté de la vie familiale ». Tout au long du film, la famille se déplace en bloc, unité familiale symboliquement soulignée au début du film dans la scène de la course avec la calèche des Lucas. Elizabeth elle-même fait preuve d'un bel  esprit de famille : elle défend les siens à Netherfield face à Caroline Bingley et se montre très attentionnée envers sa mère, qu'elle va jusqu'à nourrir elle-même à la cuillère après la fuite de Lydia. Puisque la famille Bennet est présentée comme fortement soudée, l'Elizabeth du film ne peut montrer autant d'indépendance que celle du roman. Sa singularité n'est suggérée que par des détails comme des traits subtilement masculins dans l'habillement (dans la boutique de Meryton, sa mère choisit pour elle une robe bleue - rose pour Jane - et elle porte assez souvent des cravates), ou  la mise en valeur de certains talents : à la garden-party de Netherfield, elle bat facilement Darcy à l'arc, mettant trois fois sa flèche dans le cœur de cible (Bull's-eye).
La conclusion traditionnelle des comédies romantiques, le mariage des protagonistes, concourt à la célébration de la famille nucléaire anglo-américaine. Alors que, dans le roman, les cinq demoiselles Bennet ont un destin différent, que le nouveau centre n'est plus Longbourn mais Pemberley (d'où sont exclus Wickham, Mrs Bennet et Mary, mais qui accueille les Gardiner), le film se clôt sur la réalisation du souhait commun à tous les membres de la famille, le mariage des cinq filles, puisqu'on voit Mr et Mrs Bennet, main dans la main sur le seuil de leur salon, contempler Kitty courtisée par Mr Denny et Mary chantant (juste) au piano, accompagnée à la flûte par Mr Winterington.

##### Valeurs démocratiques américaines face à la hiérarchie sociale britannique
Bien que le film soit présenté et reçu comme un symbole de la culture britannique, il véhicule en réalité des valeurs essentiellement américaines et démocratiques. La société anglaise traditionnelle du XIXe siècle est une société de classes, et l'Elizabeth du roman peut s'affirmer l'égale de Darcy car elle est fille de gentleman. Or, dans le film, Mr Bennet n'est pas un gentleman farmer, il appartient à la classe moyenne, et les personnages féminins « ressemblent plus à des filles de petites villes conventionnelles du Midwest » qu'à des membres de la petite gentry. Darcy, au bal, rejette clairement Elizabeth à cause de son origine sociale, de sorte que sa célèbre remarque du roman, « Elle est acceptable, mais pas assez jolie pour me tenter, moi. Et je ne suis pas d'humeur, pour le moment, à accorder de l'importance aux jeunes filles qui font tapisserie », devient : « Oui, elle est assez acceptable. Mais je ne suis pas d'humeur, ce soir, à accorder de l'importance aux classes moyennes en train de se divertir ».
Ainsi, le film réécrit le roman en dénonçant implicitement l'injustice, voire l'hypocrisie du système de classe britannique. Si la société représentée dans le film repose bien sur une hiérarchie traditionnelle, les écarts du scénario par rapport au texte de Jane Austen affirment clairement des tendances égalitaires et montrent une dynamique vers une société moins hiérarchisée socialement : Darcy accepte, pour gagner l'amour d'Elizabeth, de franchir la barrière qui sépare la riche aristocratie des classes moyennes en pleine ascension sociale. La scène initiale montre les Bennet achetant du tissu à la mode, indice possible de leur désir de mobilité. D'autre part Lydia revient à Longbourn non seulement mariée, mais « bien » mariée ; elle arrive avec tous les signes visibles de la réussite sociale : la toilette, la bague et le grand équipage avec des serviteurs en livrée, même si elle avoue à Elizabeth qu'il s'agit d'un luxe de façade. Et la transformation de Lady Catherine (le seul personnage aristocratique, particulièrement orgueilleux et imbu de son rang, dans le roman) en une vieille dame au cœur d'or sous des airs revêches, simple « ambassadrice » de Darcy au dénouement, peut être interprétée comme la capitulation d'une société de classe devant les valeurs d'une société démocratique et égalitaire.
Dans ce contexte, l'absence des paysages du Derbyshire et surtout de Pemberley, point focal de la diégèse et centre moral du roman, est explicable. On peut certes supposer des contraintes techniques et financières, le souci de ne pas ralentir l'action, ou encore la fidélité à la source théâtrale originelle du scénario. Mais elle s'explique surtout par le refus de montrer la grande richesse et la situation sociale trop aristocratique de Darcy, alors que les États-Unis sortent juste de la Grande Dépression et que le Royaume-Uni est en guerre. Il y a aussi le souci de gommer le penchant matérialiste ou tout simplement réaliste d'Elizabeth, celui qui lui fait dire dans le roman en visitant Pemberley : « être maîtresse de Pemberley, ce n'est pas rien ! » L'héroïne d'une comédie sentimentale se doit d'être totalement désintéressée et idéaliste.
Toutefois, supprimer la contemplation par Elizabeth du portrait de Darcy correspond aussi au traitement du regard dans le cinéma hollywoodien des années 1930-1940 : la femme doit avoir les yeux modestement baissés, ou regarder de biais, jamais en face. C'est elle qui est toujours l'objet du regard, car le regard direct est considéré alors comme une prérogative masculine.

## Distinctions
L'année 1940 est particulièrement riche au plan cinématographique, avec des films dramatiques, comme Les Raisins de la colère (The Grapes of Wrath), Le Dictateur (The Great Dictator) ou Rebecca, qui remportent la plupart des Oscars en 1941. Cette année voit aussi la sortie d'autres grandes comédies romantiques, comme Indiscrétions (The Philadelphia Story) ou Rendez-vous (The Shop Around the Corner), de nombreuses screwball comedies, comme La Dame du vendredi (His Girl Friday), Drôle de mariage (They Knew What They Wanted)  ou Mon épouse favorite (My Favorite Wife), sans compter les créations des Studios Disney, Pinocchio et Fantasia.
Orgueil et Préjugés, malgré son succès populaire, ne gagne qu'un Oscar technique, pour le travail des deux directeurs artistiques,. Seules deux autres comédies romantiques se voient récompensées en 1941 : Indiscrétions (Oscar du meilleur scénario adapté et oscar du meilleur acteur) et Arise, My Love (Oscar de la meilleure histoire originale). Laurence Olivier obtient une nomination, mais pour le rôle de Maxime de Winter dans son film précédent, Rebecca, sorti début 1940. C'est la seule année, entre 1940 et 1946, où Greer Garson n'est pas nommée aux Oscars,.
- Oscar du cinéma 1941 : Oscar de la meilleure direction artistique pour un film en noir et blanc décerné à Cedric Gibbons et Paul Groesse[71].
- National Board of Review 1940 : prix de la meilleure actrice à Greer Garson[72].
- Le film est classé parmi les dix meilleurs films de l'année 1940 par le New York Times[72].

### Citations originales
1. ↑  « Yes, a Bennet Utopia, my dear, a domestic paradise ».
2. ↑  « Think of it, three of them married and the other two just tottering on the brink ».
3. ↑  « If you had not been noble and just you would have hated me. I was the stupid one... the foolishly proud one »
4. ↑  « No my dearest... only the prejudiced one. »
5. ↑  « Swell show. Stop. Would be wonderful for Norma. Stop. »
6. ↑  « an odd, crossword puzzle job »
7. ↑  « One tries to do one’s best for Jane Austen, but actually the very fact of transforming the book into a picture must necessarily alter its whole quality in a profound way »
8. ↑  « It was to be what Hollywood called a woman's picture, with Darcy's beautiful marble face as its focus »
9. ↑  « This is a story that take place in the days when pride was a virtue and fashionable... and prejudice the only defense of the spirited; when a kiss, however lighty given, meant a proposal of marriage; when young ladies were chaste and dutiful and had no careers except matrimony, and mothers pursued husbands for their daughters like baying hounds on the scent of a fox ».
10. ↑  « a picture of a charming and mannered little English world »
11. ↑  « Darling Greer seemed to me all wrong as Elizabeth... [playing her] as the most silly and affected of the Bennet sisters »
12. ↑  « Bachelors Beware! Five Gorgeous Beauties are on a Madcap Manhunt »
13. ↑  « Five love-hungry sisters, and how they got their husband! »
14. ↑  « Olivier was fantastic and no one else could ever play the part »
15. ↑  « She is tolerable; but not  handsome enough to tempt me; and I am in no humour  at present to give consequence to young ladies who are  slighted by other men »
16. ↑  « Yes, she is tolerable enough. But I'm in no humour tonight to give consequence to the middle classes at play. »